# Герб Сахарской Арабской Демократической Республики
Герб Арабской Демократической республики Западная Сахара — символ, созданный Фронтом Полисарио, движением за независимую Западную Сахару. 27 февраля 1976 Фронт ПОЛИСАРИО провозгласил Сахарскую Арабскую Демократическую Республику.
На гербе изображены две скрещённые винтовки с флагами АДЗС, над ними — красный полумесяц и звезда — символы ислама. Герб обрамлён двумя оливковыми ветвями с обеих сторон. На красной ленте на арабском языке написан девиз Полисарио «حرية ديمقراطية وحدة» (рус. Свобода, Демократия, Единство).

## История

Герб Испанской Сахары

В конце XIX века Западная Сахара официально стала испанской колонией. После давления Зелёного марша и Мадридских соглашений 1975 года Испания в одностороннем порядке оставила территорию Марокко и Мавритании, которые её разделили. Марроко заполучило две трети территории в рамках движения, которое не было признано ООН. Фронт ПОЛИСАРИО отверг этот незаконный шаг и провозгласил в Бир-Лелу Сахарскую Арабскую Демократическую Республику (САДР) как представляющие собой независимой Западной Сахару.
В 1979 году Мавритания подписала мирный договор с фронтом ПОЛИСАРИО, и Марокко аннексировало часть, ранее контролировавшуюся Мавританией. Прекращение огня при посредничестве ООН было подписано между двумя сторонами в 1991 году, но суверенитет территории остается неурегулированным до продолжающихся мирных переговоров.

### Герб Испанской Сахары
Герб Эль-Аюна использовался для испанской колонии Испанская Сахара. Он был предоставлен правительством Испании. Приказ от 25 октября 1955 года был опубликован в Официальном государственном бюллетене № 334 от 30 ноября 1955 года.